# Оберуна

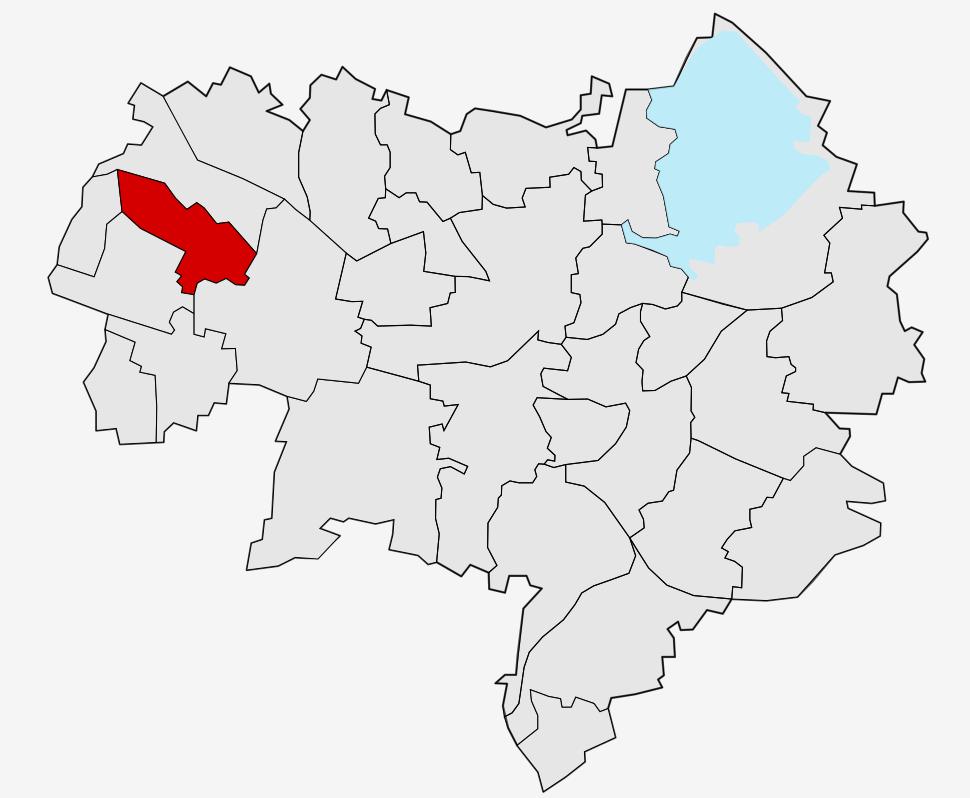
Оберуна на городской карте Баутцена

Оберуна или Го́рни-Ву́нёв (нем. Oberuhna; в.-луж. Horni Wunjowо файле) — сельский населённый пункт в Верхней Лужице, находящийся с 1999 года в городских границах Баутцена, Германия. Район Баутцена.

## География
Находится примерно в шести километрах северо-западнее от исторического центра Баутцена на северном склоне холма Перлеберг, славянское наименование — Перла (нем. Perleberg, в.-луж. Perla) высотой 215 метров. Через населённый пункт с севера на юг проходит автомобильная дорога K7276.
Соседние населённые пункты: на севере — деревня Дельни-Вунёв, на северо-востоке — деревня Смохчицы, на юго-востоке — деревня Слона-Боршч, на юге — деревня Блогашецы, на юго-западе — деревня Больборцы.
Серболужицкий краевед Михал Росток в своём сочинении «Ležownostne mjena» упоминает земельные наделы в окрестностях деревни под наименованиями: Połlejna, Haj, Chrósty, Klony, Parla (hora), Wosyčki, Kapalcy, Haty.

## История
Впервые упоминается в 1359 году под наименованием «Unaw». С 1936 по 1948 года деревня входила в коммуну Шмохтиц, с 1948 по 1969 года — Зальценфорст, с 1969 по 1994 года — в коммуну Зальценфорст-Больбриц, с 1994 по 1999 года — в коммуну Клайнвелька. В 1999 году вошла в границы Баутцена в качестве отдельного городского района.
В XVI веке деревня принадлежала землевладельцу в Милквице. С 1580 до XIX века была самостоятельной усадьбой.
В настоящее время деревня входит в состав культурно-территориальной автономии «Лужицкая поселенческая область», на территории которой действуют законодательные акты земель Саксонии и Бранденбурга, содействующие сохранению лужицких языков и культуры лужичан.
Исторические немецкие наименования
- Unaw, 1359
- Hermannus de Vnaw, 1404
- Unaw, 1419
- Vhnaw, 1452
- Ober Vnaw, 1535
- Ober Uhna, 1658

Историческое серболужицкое наименование
- Hunjow[7]

## Население
Официальным языком в населённом пункте, помимо немецкого, является также верхнелужицкий язык. Большинство жителей являются лютеранами.
Согласно статистическому сочинению «Dodawki k statisticy a etnografiji łužickich Serbow» Арношта Муки в 1884 году в деревне проживало 97 человека (из них — 93 лужичанина (96 %)).
| 1834 | 1871 | 1890 | 1910 | 1925 | 2020 |
| ---- | ---- | ---- | ---- | ---- | ---- |
| 81   | 99   | 104  | 163  | 150  | 60   |

## Достопримечательности
Культурные памятники федеральной земли Саксония
Всего в населённом пункте находятся три объекта памятников культуры и истории:
| № | Объект                                                                    | Немецкое наименование                                            | Датировка                | Месторасположение                                                 | Номер объекта в реестре | Фото |
| - | ------------------------------------------------------------------------- | ---------------------------------------------------------------- | ------------------------ | ----------------------------------------------------------------- | ----------------------- | ---- |
| 1 | Каменный дорожный указатель                                               | Wegesäule                                                        | Первая половина XIX века | У въезда в населённый пункт на перекрёстке дорог Лёшау — Больбриц | 09302910                |      |
| 2 | Жилой дом с солнечными часами на фронтоне, конюшней и двусторонним двором | Wohnstallhaus eines Zweiseithofes, mit Sonnenuhr auf Giebelseite | Вторая половина XIX века | Oberuhna 9                                                        | 09253108                |      |
| 3 | Жилой дом с конюшней и небольшим трёхсторонним двором                     | Wohnstallhaus eines kleinen Dreiseithofes                        | Около 1850 года          | Oberuhna 14                                                       | 09250282                |      |